# 鄾國
鄾國，先秦西周、春秋时期邓国的附庸国，曼姓。在今湖北省襄阳市北邓城东南汉水北岸张湾镇。邓大夫食采南鄙鄾邑。
春秋初年，楚国逐渐强大，开始向北扩张。周桓王十七年（前703年），楚武王派道朔带着巴国客人聘问邓国。鄾国人攻夺他们的财物，杀了道朔和巴国的使者。于是楚国派楚大夫鬬廉率楚、巴二国军队围鄾國，邓国派大夫养男、聃男率军救援。鬬廉在巴军之中布下楚师，佯装失败逃跑诱敌，使邓军冒进，旋与巴军两面夹击，大败邓军。鄾人遂于夜间溃散。周敬王四十三年（前477年），巴人攻楚国，包围已属楚国之鄾地。三月，楚国的公孙宁、吴由于、薳固在鄾地击败巴军。